# Misha Collins
Misha Collins, właśc. Misha Dmitri Tippens Krushnic (ur. 20 sierpnia 1974 w Bostonie) – amerykański aktor, reżyser i producent filmowy. Jego najbardziej znaną rolą jest postać anioła Castiela w serialu Nie z tego świata.

## Życiorys

### Wczesne lata
Urodził się w Bostonie w stanie Massachusetts jako syn ReBekki Tippens. Jego rodzina miała pochodzenie angielskie, niemieckie, żydowskie, szkockie i irlandzkie. Dorastał z bratem Sashą. W 1997 ukończył studia na wydziale teorii socjologicznej na University of Chicago. Pracował w National Public Radio i odbył staż w Białym Domu, został aplikantem podczas urzędowania Billa Clintona. Pracował w biurze, które odpowiadało za ułożenie planu spotkań z prezydentem. Ponadto w Waszyngtonie założył firmę zajmującą się tworzeniem oprogramowania edukacyjnego. 

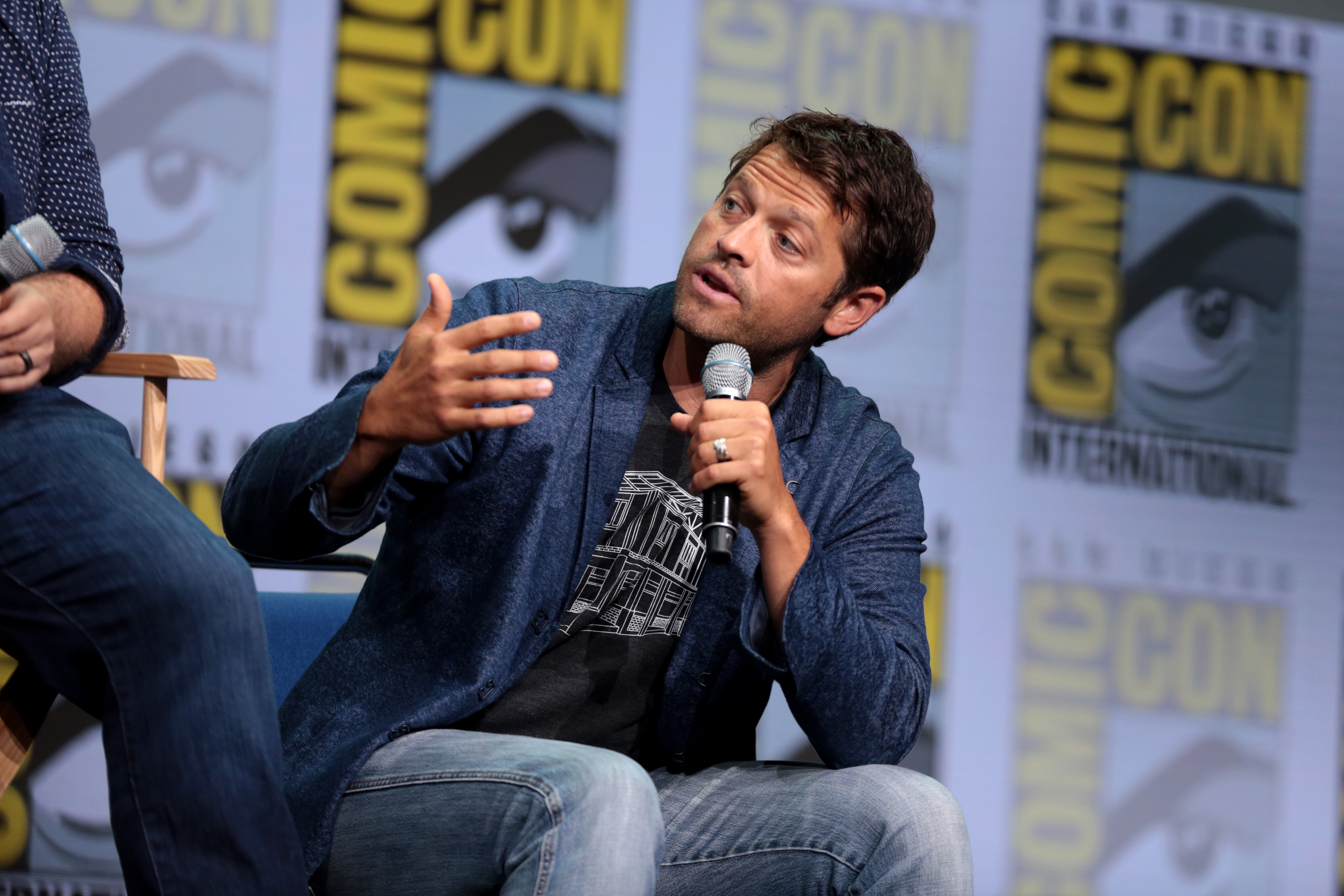
Misha podczas panelu Nie z tego świata (San Diego Comic Con 2017)

Aby opłacić studia pracował jako stolarz na uniwersytecie. Misha wykonywał już prace stolarskie w szkole średniej. Sam budował część swojego domu i meble.

### Kariera
W 1998 roku zadebiutował na szklanym ekranie jako Andrew w jednym z odcinków serialu UPN Dziedzictwo (Legacy). Od tego czasu brał udział w kilku serialach, takich jak Czarodziejki (Charmed, 1999), CSI: Kryminalne zagadki Las Vegas (2004), Ostry dyżur (2005−2006) czy Detektyw Monk (2006).
Zagrał też w biograficznym dramacie psychologicznym Jamesa Mangolda Przerwana lekcja muzyki (Girl, Interrupted, 1999) wg autobiograficznej książki Susanny Kaysen z Winoną Ryder i Angeliną Jolie. Jednak stał się najbardziej znany z roli złoczyńcy Alexisa Drazena w pierwszym sezonie serialu 24 godziny (2002). W kontrowersyjnym dreszczowcu psychologicznym Karla (2006) wcielił się w postać kanadyjskiego seryjnego mordercy i sadysty Paula Bernardo.
W 2008 roku rozpoczął swoją przygodę z serialem Nie z tego świata (2005-2020), wcielając się w postać anioła Castiela. Rola ta stała się jedną z najbardziej rozpoznawalnych wcieleń aktora. Od 2008 roku zdążył awansować na miano głównej roli, będąc wcześniej gościnną i powracającą rolą. W 2015 roku zdobył statuetkę People’s Choice Award w kategorii "Ulubiony aktor telewizyjny serialu Sci-Fi/Fantasy" za rolę Castiela w tym właśnie serialu.

## Życie prywatne
W 2001 poślubił Victorię Vantoch, która jest antropologiem, dziennikarką i historykiem seksualności człowieka, autorką książek w tej dziedzinie. Para ma syna Westa Anaximandera Collinsa (ur. 23 września 2010) i córkę Maison Marie Collins (ur. 25 września 2012).
Collins pisze wiersze. Dwa z nich, Baby Pants i Old Bones, zostały opublikowane w czasopiśmie „Columbia Poetry Review” w 2008.
Misha Collins to zapalony twitterowiec, którego wpisy śledzi przede wszystkim wielu fanów Nie z tego świata. Zdobył nagrodę Best of Twitter 2009.
Wraz ze swoją małżonką napisał książkę kucharską, zawierającą przepisy na posiłki dla całej rodziny, szczególnie dla niejadków. Nosi tytuł The Adventurous Eaters Club: Mastering the Art of Family Mealtime i ukazała się 5 listopada 2019. 

## Działalność charytatywna
Collins jest współzałożycielem i prezesem zarządu Random Acts of Kindness, organizacji non-profit mającej na celu szerzyć dobrodziejstwo na całym świecie. Aktor, w 2011 roku założył The Greatest International Scavenger Hunt the World Has Ever Seen (GISHWHES), czyli Największe Międzynarodowe Podchody Jakie Świat Kiedykolwiek Widział. W 2012 GISHWHES pobił rekord świata za wszelkie datki i akty dobroci, a oprócz tego, wielokrotnie uczestnicy wpisali się w księdze Guinnessa. Wszystkie opłaty za udział w zabawie i zdobyte pieniądze, kierowane są do Random Acts.

## Filmografia
| Rok         | Tytuł                                | Postać                                                                 | Uwagi                                                                                                 |
| ----------- | ------------------------------------ | ---------------------------------------------------------------------- | --- |
| 1998        | Dziedzictwo                          | Andrew                                                                 | odcinek 8 The Big Fix                                                                                 |
| 1999        | Smak wolności                        | koleś                                                                  | niewymieniony w czołówce                                                                              |
| 1999        | Przerwana lekcja muzyki              | Tony                                                                   | |
| 1999        | Czarodziejki                         | Eric Bragg                                                             | odcinek 2x07 Oni są wszędzie                                                                          |
| 2000        | Nowojorscy gliniarze                 | Blake DeWitt                                                           | odcinek Welcome to New York                                                                           |
| 2001        | Misja w czasie                       | Sergei Chubais                                                         | odcinek Born in the USSR                                                                              |
| 2002        | 24 godziny                           | Alexis Drazen                                                          | 7 odcinków (13-17, 22-23)                                                                             |
| 2004        | CSI: Kryminalne zagadki Las Vegas    | Vlad                                                                   | odcinek Nesting Dolls                                                                                 |
| 2005–2006   | Ostry dyżur                          | Bret                                                                   | odcinki: Alone in a Crowd Here and There If Not Now                                                   |
| 2006        | Agenci NCIS                          | Justin Ferris                                                          | odcinek Singled Out                                                                                   |
| 2006        | Detektyw Monk                        | Michael Karapov                                                        | odcinek Mr. Monk and the Captain's Marriage                                                           |
| 2006        | Krok od domu                         | Todd Monroe                                                            | odcinek There’s Something About Martha                                                                |
| 2006        | Karla                                | Paul Bernardo                                                          | |
| 2007        | Bez śladu                            | Chester Lake                                                           | odcinek Run                                                                                           |
| 2007        | CSI: Kryminalne zagadki Nowego Jorku | Morton Brite                                                           | odcinek Can You Hear Me Now?                                                                          |
| 2008        | Nawiedzona narzeczona                | Brian                                                                  | |
| 2008 – 2020 | Nie z tego świata                    | Castiel, Jimmy Novak, on sam, Bóg, Lewiatan, Emmanuel, Lucyfer, Pustka | gościnnie sezony 4, 7 i 8 główna rola: sezony 5, 6, 9-15 reżyser: odcinek 9x17 Mother’s Little Helper |
| 2009        | Bez skazy                            | Manny Skerritt                                                         | odcinek Manny Skerritt                                                                                |
| 2010        | Tajemnica Stonehenge                 | Jacob                                                                  | film telewizyjny                                                                                      |
| 2011        | Divine: The Series                   | ojciec Christopher                                                     | również producent; seria internetowa                                                                  |
| 2012        | Ringer                               | Dylan                                                                  | odcinek Whores Don't Make That Much                                                                   |
| 2017        | Poza czasem                          | Elliot Ness                                                            | odcinek Public Enemy No. 1                                                                            |
| 2023        | Rycerze Gotham                       | Harvey Dent                                                            | główna rola                                                                                           |

## Nagrody i nominacje
| Rok  | Nagroda                | Kategoria                                                                      | Rezultat  |
| ---- | ---------------------- | ------------------------------------------------------------------------------ | --------- |
| 2014 | People’s Choice Awards | Ulubiona przyjaźń telewizyjna (razem z Jaredem Padaleckim i Jensenem Acklesem) | Wygrana   |
| 2015 | People’s Choice Awards | Ulubiony aktor telewizyjny serialu Sci-Fi/Fantasy                              | Wygrana   |
| 2016 | People’s Choice Awards | Ulubiony aktor telewizyjny serialu Sci-Fi/Fantasy                              | Nominacja |